# Anita Boyer
Anita Blanch Boyer Dukoff (Carmi, 25 oktober 1915 – South Miami, 17 maart 1985) was een Amerikaanse zangeres uit het bigband-tijdperk. 

## Biografie
Boyer zong in de orkesten van Tommy Dorsey (1939-1940), Artie Shaw (1940-1941), Jerry Wald, Jimmy Dorsey en Harry James. Ze was getrouwd met de saxofonist Bobby Dukoff.
Ze overleed in 1985 op 69-jarige leeftijd.

## Discografie (selectie)
- A Memorial Album 1937-1953 (Artie Shaw met één song door Boyer)-Sounds of Yesteryear
- They Also Sang With Tommy Dorsey vol. 1 (één song door Boyer)-Jazz Band

## Filmografie
- Paramount Headliner: Blue Barron and His Orchestra (1940, korte film waarin ze zingt met Barrons orkest)

- Biblioteca Nacional de España: XX1538556
- Bibliothèque nationale de France: cb14158426n (data)
- Library of Congress Control Number: no93033281
- MusicBrainz: f46ed942-ba42-4594-acaa-03cbc0e0597d
- Virtual International Authority File: 9419039